# Nowa Karczma (Górowo Iławeckie)
Nowa Karczma (deutsch Neukrug) ist ein Ort in der polnischen Woiwodschaft Ermland-Masuren und gehört zur Landgemeinde Górowo Iławeckie (Landsberg) im Powiat Bartoszycki (Kreis Bartenstein) – bis 1945 zum Kreis Preußisch Eylau in Ostpreußen.

## Geographische Lage
Nowa Karczma liegt im Nordwesten der Woiwodschaft Ermland-Masuren, 14 Kilometer südlich der heute auf russischem Gebiet gelegenen früheren Kreisstadt Preußisch Eylau (russisch Bagrationowsk) bzw. 14 Kilometer westlich der jetzigen Kreismetropole Bartoszyce (deutsch Bartenstein).

## Geschichte
Der kleine Gutsort Neukrug wurde vor 1785 mit Park und Teich gegründet. Im Jahre 1874 wurde der Gutsbezirk Neukrug in den neu errichteten Amtsbezirk Worienen (polnisch Woryny) im ostpreußischen Kreis Preußisch Eylau, Regierungsbezirk Königsberg, einbezogen. 131 Einwohner zählte Neukrug im Jahre 1910.
Am 7. Dezember 1925 wurde Teile des Gutsbezirks Neukrug in die Landgemeinde Eichhorn (polnisch Wiewiórki) umgegliedert. Am 30. September 1928 kam es zum Zusammenschluss des Gutsbezirks Neukrug mit den Landgemeinden Stettinnen (Szczeciny) und Worglitten (Wargielity) zur neuen Landgemeinde Worglitten im Amtsbezirk Worienen, ab 1931 Amtsbezirk Eichhorn.
1945 erfolgte in Kriegsfolge der Abtretung des gesamten südlichen Ostpreußen an Polen. Neukrug erhielt die polnische Namensform „Nowa Karczma“ und ist heute eine Ortschaft im Verbund der Gmina Górowo Iławeckie (Landgemeinde Landsberg) im Powiat Bartoszycki (Kreis Bartenstein), von 1975 bis 1998 der Woiwodschaft Olsztyn, seither der Woiwodschaft Ermland-Masuren zugehörig.

## Religion
Neukrug war bis 1945 in das Kirchspiel der evangelischen Kirche Eichhorn (Wiewiórki) in der Kirchenprovinz Ostpreußen der Kirche der Altpreußischen Union eingegliedert. Heute gehört das Dorf zur römisch-katholischen Pfarrei in Górowo Iławeckie (Landsberg) im Erzbistum Ermland.

## Verkehr
Nowa Karczma liegt südlich der Woiwodschaftsstraße 512 an einer Nebenstraße, die von Piasek (Sand) nach Wojtkowo (Markhausen) führt. Eine Bahnanbindung besteht nicht.